# Hệ tinh thể ba phương
Trong tinh thể học, hệ tinh thể ba phương (hay mặt thoi) là một trong 7 nhóm cấu trúc tinh thể, được đặt tên theo hình thoi. Hệ tinh thể được biểu diễn bởi ba véctơ đơn vị. Trong hệ tinh thể ba phương, môdun của các véctơ đơn vị là bằng nhau nhưng không vuông góc nhau. Hệ tinh thể ba phương có thể xem là được tạo ra từ hệ tinh thể lập phương bằng cách kéo dài hai nút mạng đối diện nhau dọc theo phương của đường chéo hình khối (không phải đường chéo trên mặt), lúc đó thì các thông số mạng a = b = c; {\displaystyle \alpha } = {\displaystyle \beta } = {\displaystyle \gamma } ≠ {\displaystyle 90^{o}}.
Trong một số biểu đồ phân loại, hệ tinh thể ba phương được nhập vào hệ tinh thể sáu phương.
Trong hệ tinh thể này chỉ có một ô mạng Bravais.
Các nhóm điểm thuộc hệ tinh thể này được liệt kê dưới đây theo ký hiệu quốc tế, ký hiệu Schoenflies, và kèm theo ví dụ tinh thể đặc trưng.
| Name                        | Quốc tế                          | Schoenflies | Ví dụ                     |
| --------------------------- | -------------------------------- | ----------- | ------------------------- |
| Mặt tam giác lệch ba phương | {\displaystyle {\overline {3}}m} | D3d         | canxít, corundum, hematit |
| Tháp ba phương kép          | {\displaystyle 3m}               | C3v         | tourmalin, alunit         |
| Mặt thoi ba phương          | {\displaystyle {\overline {3}}}  | S6          | dolomit, ilmenit          |
| Mặt thang ba phương         | {\displaystyle 32}               | D3          | thạch anh, cinnabar       |
| Tháp ba phương              | {\displaystyle 3}                | C3          | chưa xác định             |